# Sedranki
Sedranki (deutsch Seedranken) ist ein Dorf in der polnischen Woiwodschaft Ermland-Masuren und gehört zur Stadt-und-Land-Gemeinde Olecko (Marggrabowa, umgangssprachlich auch Oletzko, 1928 bis 1945 Treuburg) im Powiat Olecki (Kreis Oletzko, 1933 bis 1945 Kreis Treuburg).

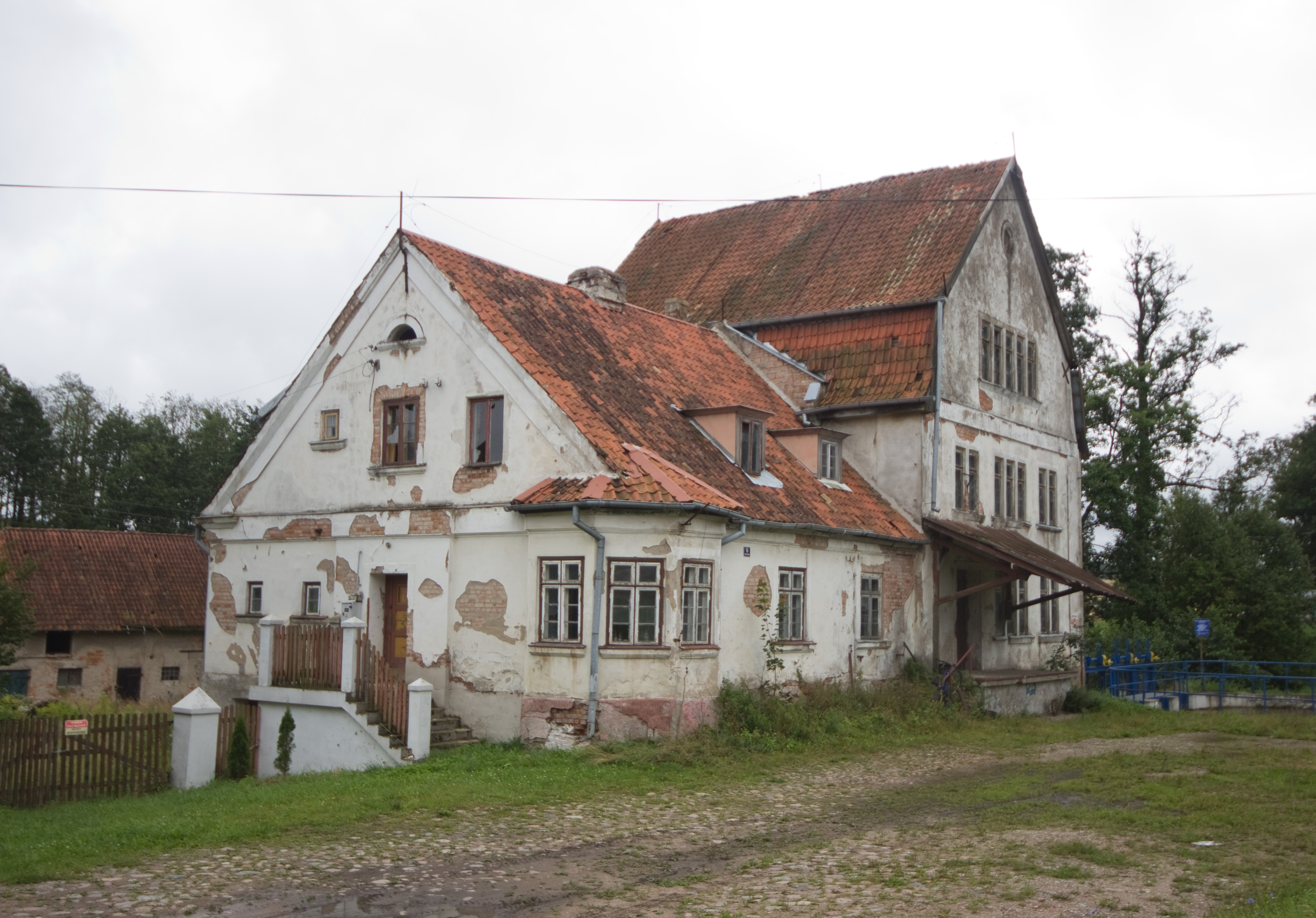
Alte Wassermühle in Sedranki

## Geographische Lage
Sedranki liegt am nordöstlichen Ufer des Seedranker See (polnisch Jezioro Sedrankie) im Osten der Woiwodschaft Ermland-Masuren, vier Kilometer nordwestlich der Kreisstadt Olecko.

## Geschichte
Das bis 1945 Seedranken genannte Dorf wurde vor 1636 gegründet und wurde nach 1818 (Sedranken) als Vorwerk mit Ziegelei und Wassermühle bei 15 Feuerstellen und 177 Seelen genannt. Am 27. Mai 1874 wurde der Ort Amtsdorf und damit namensgebend für einen Amtsbezirk, der bis 1945 bestand und zum Kreis Oletzko (1933 bis 1945 Kreis Treuburg) im Regierungsbezirk Gumbinnen der preußischen Provinz Ostpreußen gehörte.
Das Dorf Seedranken mit seinem Wohnplatz Seedranken-Mühle verzeichnete im Jahre 1910 insgesamt 208 Einwohner.
Aufgrund der Bestimmungen des Versailler Vertrags stimmte die Bevölkerung im Abstimmungsgebiet Allenstein, zu dem Seedranken gehörte, am 11. Juli 1920 über die weitere staatliche Zugehörigkeit zu Ostpreußen (und damit zu Deutschland) oder den Anschluss an Polen ab. In Seedranken stimmten 125 Einwohner für den Verbleib bei Ostpreußen, auf Polen entfiel keine Stimme.
Am 24. Februar 1925 wurde der kleine bisher Lassek genannte und 1705 gegründete Nachbarort aus der Gemeinde Lengowen (polnisch Łęgowo) aus- und unter dem neuen Namen Gut Seedranken in den Gutsbezirk (Domäne) Seedranken eingegliedert. Er lag westlich von Seedranken und 300 Meter südlich des Seedranker Sees. Am 7. Oktober 1925 wandelte man den Gutsbezirk Seedranken in eine Landgemeinde um.
Die Einwohnerzahl stieg bis 1933 auf 442, verringerte sich dann bis 1939 auf 386.
In Kriegsfolge kam Seedranken im Jahre 1945 mit dem gesamten südlichen Ostpreußen zu Polen und führt seither die polnische Namensform „Sedranki“. Das Dorf ist heute Sitz eines Schulzenamtes (polnisch sołectwo) und somit eine Ortschaft im Verbund der Stadt-und-Land-Gemeinde Olecko (Marggrabowa, 1928 bis 1945 Treuburg) im Powiat Olecki (Kreis Oletzko, 1933 bis 1945 Kreis Treuburg), bis 1998 der Woiwodschaft Suwałki, seither der Woiwodschaft Ermland-Masuren zugehörig.

### Amtsbezirk Seedranken (1874–1945)
Zum Amtsbezirk Seedranken gehörten ursprünglich sieben Dörfer, am Ende waren es aufgrund struktureller Maßnahmen noch fünf:
| Name                       | Änderungsname 1938 bis 1945 | Polnischer Name | Bemerkungen                                                       |
| -------------------------- | --------------------------- | --------------- | ----------------------------------------------------------------- |
| Babken Ksp. Marggrabowa    | Legenquell                  | Babki Oleckie   |                                                                   |
| Dombrowsken                | Königsruh (Ostpr.)          | Dąbrowskie      |                                                                   |
| Gollubien Ksp. Marggrabowa | Kalkhof                     | Golubki         |                                                                   |
| Lassek                     | (ab 1925:) Gut Seedranken   | Lasek           | vor 1898 nach Lengowen ein- und 1925 nach Seedranken umgegliedert |
| Lengowen                   | Lengau                      | Łęgowo          |                                                                   |
| Seedranken                 |                             | Sedranki        |                                                                   |
| Stobbenorth                | Stobbenort                  | Pieńki          | 1928 nach Babken, Ksp. Marggrabowa eingemeindet                   |

Am 1. Januar 1945 bildeten den Amtsbezirk Seedranken noch die Dörfer: Kalkhof, Königsruh, Legenquell, Lengau und Seedranken.

## Kirche
Seedranken war bis 1945 in die Evangelische Kirche Marggrabowa (Treuburg) in der Kirchenprovinz Ostpreußen der Kirche der Altpreußischen Union sowie in die katholische Pfarrkirche der Kreisstadt im damaligen Bistum Ermland eingepfarrt.
Sedranki heute ist katholischerseits weiterhin zur Kreisstadt orientiert, die jetzt zum Bistum Ełk (deutsch Lyck) der Römisch-katholischen Kirche in Polen gehört. Die evangelischen Einwohner richten sich zu den Kirchen in Ełk bzw. Gołdap aus, die beide der Diözese Masuren der Evangelisch-Augsburgischen Kirche in Polen zugeordnet sind.

## Verkehr

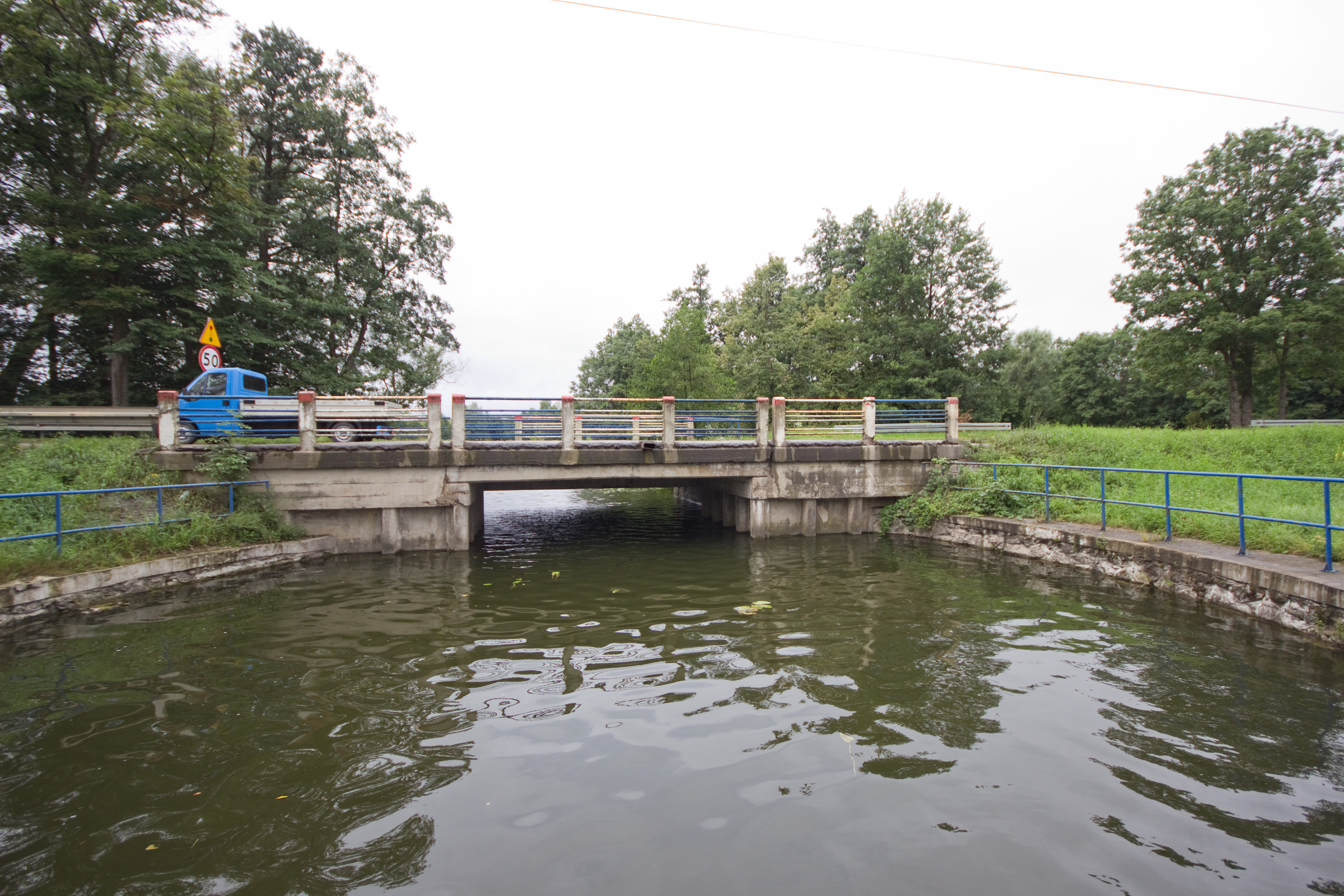
Straßenbrücke in Sedranki

Sedranki liegt verkehrstechnisch sehr günstig an der bedeutenden polnischen Landesstraße DK 65 (einstige deutsche Reichsstraße 132), die von der polnisch-russischen bis zur polnisch-belarussischen Grenze führt und dabei die Woiwodschaften Ermland-Masuren und Podlachien durchzieht. Außerdem endet in Sedranki die aus der Woiwodschaft Podlachien kommende Woiwodschaftsstraße DW 653, die die Regionen Sejny und Suwałki mit der Region Olecko verbindet und zwischen 1939 und 1945 ein Teilstück der deutschen Reichsstraße 127 war. Eine Nebenstraße führt außerdem von Mieruniszki (Mierunsken, 1938 bis 1945 Merunen) über Lenarty (Lehnarten) nach hier.
Die nächste Bahnstation ist Olecko an der Bahnstrecke Ełk–Tschernjachowsk (deutsch Lyck–Insterburg), die heute nur noch im Abschnitt von Ełk bis Olecko im Güterverkehr befahren wird. Zwischen 1911 und 1945 war Seedranken selbst Bahnstation an der Bahnstrecke Marggrabowa–Garbassen (polnisch Olecko–Garbas Drugi), die von den Oletzkoer (Treuburger) Kleinbahnen betrieben wurde.